# My Everything
《My Everything》은 미국 가수 아리아나 그란데의 두 번째 정규 앨범으로, 2014년 8월 22일 리퍼블릭 레코드를 통해 발매되었다. 그란데는 이번 앨범에서 맥스 마틴, 셸백, 베니 블랑코, 라이언 테더, 다크차일드, 일리야 살만자데, 제드, 데이비드 게타 등 여러 프로듀서 및 공동 작곡가들과 협업했다.
그란데는 《My Everything》이 데뷔 앨범 《Yours Truly》(2013)에서 한층 발전한 사운드를 들려주길 원했으며, 보다 성숙하고 다양한 가사 및 음악 스타일을 탐색했다. 《My Everything》은 기본적으로 팝과 R&B 장르에 속하지만, 전작이 지닌 1990년대 레트로 R&B 스타일을 확장하는 동시에 EDM, 일렉트로팝, 댄스 팝 등의 새로운 장르도 시도했다. 이 앨범에는 이기 아잘레아, 제드, 빅 션, 캐시미어 캣, 차일디시 감비노, 더 위켄드, 에이셉 퍼그가 피처링 아티스트로 참여했으며, 디럭스 에디션에서는 제시 제이와 니키 미나즈도 함께했다.  
《My Everything》은 미국에서 첫 주 16만 9천 장을 판매하며 빌보드 200 앨범 차트 1위로 데뷔, 그란데의 두 번째 연속 차트 정상 등극을 기록했다. 이후 미국 음반 산업 협회(RIAA)로부터 쿼드러플 플래티넘 인증을 받았으며, 빌보드 200에서 2014년, 2015년, 그리고 2010년대 가장 인기 있는 앨범 중 하나로 선정되었다. 이 앨범은 호주와 캐나다에서도 1위로 데뷔했으며, 전 세계 20개국에서 톱 10에 진입했다. 음악 평론가들로부터 대체로 긍정적인 평가를 받았으며, 2014년 연말 베스트 앨범 리스트에도 이름을 올렸다. 또한, 2015년 열린 제57회 그래미 어워드에서 최우수 팝 보컬 앨범 부문에 노미네이트되었다.  
《My Everything》은 다섯 개의 싱글을 발표하며 세계적인 성공을 거두었다. 리드 싱글 〈Problem〉은 발매와 동시에 여러 디지털 판매 기록을 경신하며 미국 빌보드 핫 100에서 2위를 기록했다. 두 번째 싱글 〈Break Free〉는 미국에서 4위에 올랐다. 세 번째 싱글 〈Bang Bang〉은 미국에서 3위를 차지했으며, 여러 국가에서 차트 1위를 기록했다. 네 번째와 다섯 번째 싱글인 〈Love Me Harder〉와 〈One Last Time〉은 각각 미국에서 7위와 13위에 올랐으며, 후자는 영국에서 2위를 기록했다. 《My Everything》의 싱글들의 성공에 힘입어, 그란데는 2014년 빌보드 핫 100에서 가장 많은 톱 10 히트곡을 기록한 아티스트로 등극했다. 앨범 홍보를 위해, 2015년 그란데는 The Honeymoon Tour를 개최했다.